# Эскуинапа
Эскуинапа (исп. Escuinapa) — муниципалитет в Мексике, штат Синалоа, с административным центром в городе Эскуинапа-де-Идальго. Численность населения, по данным переписи 2010 года, составила 54 131 человек.

## Общие сведения
Название Escuinapa с языка науатль можно перевести как: место водяных собак.
Площадь муниципалитета равна 1555 км², что составляет 2,71 % от площади штата. Он граничит на севере с другим муниципалитетом штата Синалоа — Росарио, на востоке и юге с другим штатом Мексики — Наярит, и на западе омывается водами Калифорнийского залива.

## Учреждение и состав
Муниципалитет был образован 7 сентября 1915 года, в его состав входит 97 населённых пунктов, самые крупные из которых:
| Код INEGI | Населённый пункт                                                          | Численность населения (2005 год) | Численность населения (2010 год) |
| --------- | ------------------------------------------------------------------------- | -------------------------------- | -------------------------------- |
| 009       | Всего                                                                     | 49655                            | 54131                            |
| 0001      | Эскуинапа-де-Идальго (исп. Escuinapa de Hidalgo) (административный центр) | 28789                            | 30790                            |
| 0034      | Исла-дель-Боске (исп. Isla del Bosque)                                    | 4588                             | 5820                             |
| 0060      | Танкес (исп. Teacapán)                                                    | 4034                             | 4252                             |
| 0043      | Охо-де-Агуа-де-Пальмильяс (исп. Ojo de Agua de Palmillas)                 | 2673                             | 2833                             |
| 0023      | Кристо-Рей (исп. Cristo Rey)                                              | 1797                             | 1934                             |
| 0044      | Пальмито-дель-Вердо (исп. Palmito del Verdo)                              | 1334                             | 1499                             |
| 0020      | Ла-Конча (исп. La Concha (La Concepción))                                 | 1205                             | 1400                             |

## Экономическая деятельность
По статистическим данным 2000 года, работоспособное население занято по секторам экономики в следующих пропорциях: сельское хозяйство, скотоводство и рыбная ловля — 38,8 %, промышленность и строительство — 13,1 %, сфера обслуживания и туризма — 43,2 %, прочее — 4,9 %.

## Инфраструктура
По статистическим данным 2010 года, инфраструктура развита следующим образом:
- электрификация: 99,6 %;
- водоснабжение: 99,1 %;
- водоотведение: 98,9 %.

## Туризм
Основные достопримечательности:
- церковь Франсиска Азисского;
- несколько памятников историческим личностям;
- курортный городок Пуэрто-де-Теакапан на побережье Калифорнийского залива.

## Фотографии

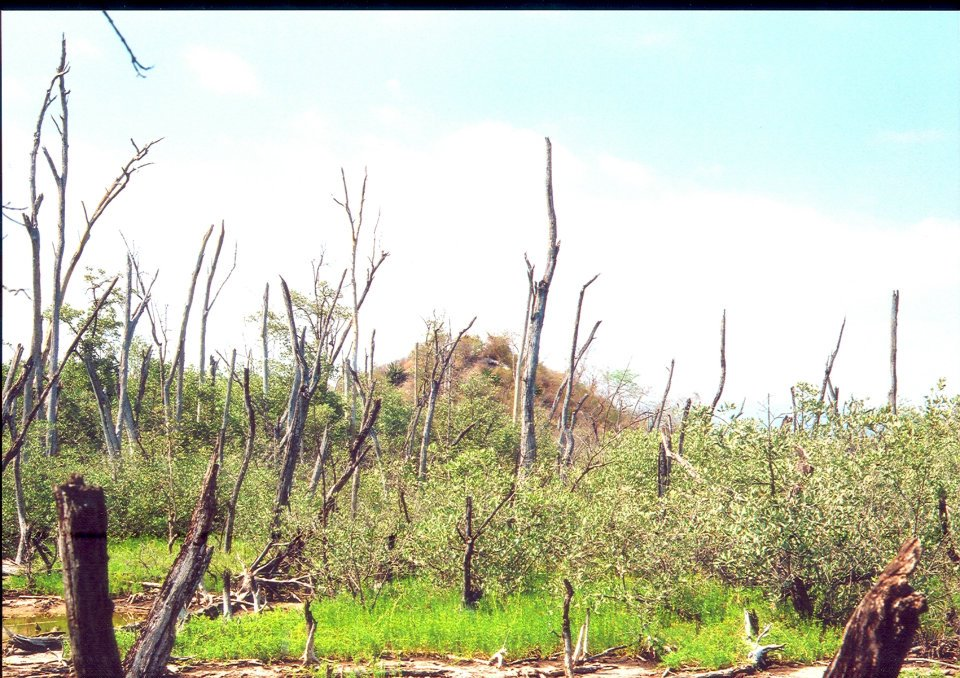
Болото Калон
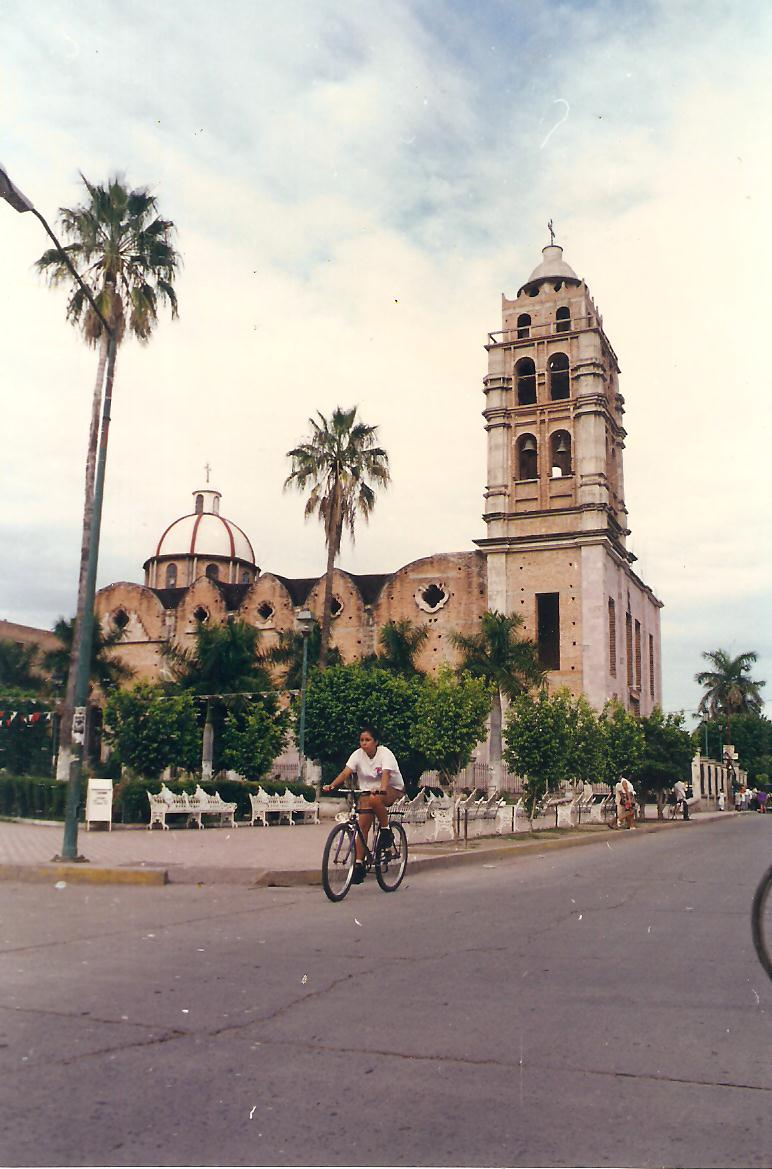
Церковь Франциска Ассизского